# Chilmony
Chilmony – wieś w Polsce położona w województwie podlaskim, w powiecie sokólskim, w gminie Nowy Dwór.
Według Pierwszego Powszechnego Spisu Ludności w 1921 r. wieś Chilmony liczyła 94 domy, które zamieszkiwało 466 osób (241 kobiet i 225 mężczyzn). Większość mieszkańców miejscowości w liczbie 347 osób zadeklarowała wyznanie prawosławne, pozostali w liczbie 119 osób zgłosili wyznanie rzymskokatolickie. Jednocześnie większość mieszkańców wsi podała narodowość białoruską (273 osoby), reszta zgłosiła narodowość polską (193 osoby).
W latach 1975–1998 miejscowość administracyjnie należała do województwa białostockiego.
Miejscowa społeczność prawosławna podlega parafii św. Mikołaja w nieodległym Nowym Dworze, a wierni kościoła rzymskokatolickiego należą do parafii św. Jana Chrzciciela w Nowym Dworze.